# Norsk Romsenter
Il Norsk Romsenter (NRS) è un ente governativo norvegese che promuove l'esplorazione dello spazio.
È una filiale del Ministero del Commercio e dell'Industria norvegese.
Fa parte dell'Agenzia Spaziale Europea.

## Sito Ufficiale
- (EN, NO) Sito ufficiale, su romsenter.no.